# جيمي روس (لاعب كرة قدم)
جيمي روس (بالإنجليزية: Jimmy Ross)‏ (8 ديسمبر 1895 في المملكة المتحدة - ) هو لاعب كرة قدم بريطاني (وحمل سابقاً جنسية المملكة المتحدة لبريطانيا العظمى وأيرلندا) في مركز الدفاع. لعب مع توتنهام هوتسبير وريث روفرز.